# 遊撃隊 (長州藩)
遊撃隊（ゆうげきたい）は、幕末期に長州藩で結成された長州藩諸隊の一つ。遊撃軍とも。
総督は来島又兵衛、来島の戦死後は石川小五郎等。軍監に所郁太郎、高橋熊太郎、参謀湯川庄蔵、後藤深造、用掛山田市之允。

## 概要
文久3年6月（1863年7月）、高杉晋作が身分を問わない奇兵隊を創設すると、これに触発された来島又兵衛が同年10月に周防国宮市（現山口県防府市宮市）において、町人・農民・浪士らを組織して遊撃隊を結成、初代総督となる。
土佐藩を脱藩した池内蔵太や中島信行、元天誅組の上田宗児らも加わっている。
元治元年7月（1864年8月）の禁門の変に先鋒として参戦。来島又兵衛の死後は石川小五郎が隊を引き継ぎ総督となり指揮を取る。同年12月（1865年1月）、高杉晋作が決起（功山寺挙兵）するとこれに呼応し、俗論党と戦い勝利に貢献。
慶応元年3月(1865年3月)、長州藩政府は諸隊を整理統合し、遊撃隊も毛利親直を総督として藩の正規軍として公認され、俸給・武器弾薬等を支給される。慶応2年5月（1866年6月）の第二次長州征伐に際しては芸州口において幕府軍と戦う。
その後、戊辰戦争を通じて倒幕軍の一隊として活躍したが、戦争終結後、冷遇に不満を募らせた諸隊の隊士らの反乱に200名を超える隊士が参加、乱の中心となるも鎮圧された。

## 墓所・記念碑
山口県岩国市所在の籌勝院（ちょうしょういん）には第二次長州征伐の際に戦死した遊撃隊士の墓がある。